# Škoda 532
Škoda 532 – prototyp trzyosiowego autobusu stworzony przez firmę Škoda w 1938 roku. Umieszczony podłużnie za ostatnią osią czterosuwowy sześciocylindrowy rzędowy silnik OHV o pojemności 7983 cm³, generujący moc 79,4 kW (108 KM) napędzał koła obu tylnych osi. Pojazd rozpędzał się maksymalnie do 93 km/h. Średnie spalanie wynosiło 25 litrów na 100 km.